# Cryptophagus laticollis
Cryptophagus laticollis là một loài bọ cánh cứng trong họ Cryptophagidae. Loài này được Lucas miêu tả khoa học năm 1849.